# Vesele, Pereiaslav-Hmelnițki
Vesele (în ucraineană Веселе) este un sat în comuna Stovpeahî din raionul Pereiaslav-Hmelnițki, regiunea Kiev, Ucraina.

## Demografie
Componența lingvistică a localității Vesele
     Ucraineană (97,86%)
     Rusă (2,14%)
Conform recensământului din 2001, majoritatea populației localității Vesele era vorbitoare de ucraineană (97,86%), existând în minoritate și vorbitori de rusă (2,14%).